# Конный спорт на летних Олимпийских играх 1900 — конкур
Соревнования по конкуру в конном спорте на летних Олимпийских играх 1900 прошли 29 мая. Приняли участие 36 спортсменов. Фамилии и имена большей части участников неизвестны. Имена и фамилии тех, кто известен, но не вошёл в число призёров, также подвергаются сомнению. Некоторые источники сообщают, что среди неизвестных был как минимум один представитель России, до трёх итальянцев, от 3 до 9 бельгийцев, и от 14 до 20 французов.

## Призёры
| Золото                           | Серебро                                      | Бронза                                 |
| Эме Хагеман на Benton II Бельгия | Жорж Ван Дер Поэле на Windsor Squire Бельгия | Луи де Шамсавен на Terpsichore Франция |

## Соревнование
| Место | Спортсмен                | Лошадь             | Результат  |
| ----- | ------------------------ | ------------------ | ---------- |
| 1     | Эме Хагеман (BEL)        | Бентон II          | 2:16,0     |
| 2     | Жорж ван дер Поэле (BEL) | Винзор Сквайр      | 2:17,6     |
| 3     | Луи де Шамсавен (FRA)    | Терпсихора         | 2:26,0     |
| 4-37  | Граф д’Авринкур (FRA)    | Мавурнин           | Неизвестен |
| 4-37  | Анри Леклерк (FRA)       | Экстра-Драй, Гилле | Неизвестен |
| 4-37  | де Бетун-Сулли (FRA)     | Неизвестна         | Неизвестен |
| 4-37  | Морис Жеэн (FRA)         | Неизвестна         | Неизвестен |
| 4-37  | Наполеон Мюрат (FRA)     | Неизвестна         | Неизвестен |
| 4-37  | Филлиппо (FRA)           | Неизвестна         | Неизвестен |
| 4-37  | Виньоль (FRA)            | Неизвестна         | Неизвестен |
| 4-37  | де Куломбье (FRA)        | Неизвестна         | Неизвестен |
| 4-37  | де Лямаратин (FRA)       | Неизвестна         | Неизвестен |
| 4-37  | Марсель Аэнжен (FRA)     | Неизвестна         | Неизвестен |
| 4-37  | Доминик Гардер (FRA)     | Неизвестна         | Неизвестен |
| 4-37  | Герман Джон Мэндл (USA)  | Неизвестна         | Неизвестен |
| 4-37  | Неизвестные 21 спортсмен |                    |            |